# Non constat de supernaturalitate
Non constat de supernaturalitate è la formula dubitativa utilizzata dalla Chiesa Cattolica, al termine di un procedimento canonico, sulla veridicità di una apparizione o di una rivelazione.
La Chiesa ha tre espressioni per dare un giudizio su temi che concernono apparizioni e rivelazioni private:
- Constat de supernaturalitate: Approvazione (si conferma l’origine soprannaturale degli avvenimenti);
- Constat de non supernaturalitate: Rifiuto (si conferma l’origine non soprannaturale);
- Non constat de supernaturalitate: Formula dubitativa (non si conferma né l’origine soprannaturale, né quella non soprannaturale).

L’espressione (Non constat de supernaturalitate) usata dalla Chiesa nella sua nota ufficiale, anche se può sembrare negativa nella sua forma, non esprime se non un dubbio della Commissione, che non raggiunge una conclusione maggioritaria. Non dice sostanzialmente né “sì” né “no”: non c’è stato un rifiuto concreto degli avvenimenti, ma semplicemente non si è potuto confermare che gli avvenimenti fossero soprannaturali, come neppure si è potuta dichiarare la non veridicità degli avvenimenti, cioè non si è potuta neanche smentire. Questo giudizio non impedisce che la soprannaturalità possa essere constatata in un secondo momento, cioè non è un caso chiuso. La stessa espressione, “non constat”, fu usata anche dal Vescovo, Mons. Eugenio Beitia Aldazábal, che riguardo ai fatti di Garabandal avvenuti in Spagna dal 1961 al 1965, aggiunse: “Non ho mai chiuso la mia cartella su questa vicenda”, e inoltre constatò: “Non abbiamo trovato materia di censura ecclesiastica condannatoria, né nella dottrina né nelle raccomandazioni spirituali che si sono divulgate in questa occasione”, come volendo dire che, anche se non si potesse chiarire la questione della soprannaturalità, per quanto riguardava i messaggi e la dottrina non c’era nulla meritevole di condanna. Questo è il giudizio ecclesiastico che è rimasto fino al presente.